# دوري كرة القدم الإنجليزية
دوري كرة القدم الإنجليزي (بالإنجليزية: English Football League)‏ هو مسابقة دوري تضم أندية كرة قدم احترافية من إنجلترا وويلز. تأسس في عام 1888 باسم دوري كرة القدم. الدوري هو الأقدم في العالم، وكان يمثل أعلى مستوى لكرة القدم في إنجلترا منذ تأسيسه حتى عام 1992 عندما انفصلت الأندية الـ22 الأولى لتُشكّل الدوري الإنجليزي الممتاز.
تُعرف الدوريات الثلاثة الأدنى من الدوري الممتاز باسم دوري البطولة الإنجليزية، والدوري الإنجليزي الدرجة الأولى والدوري الإنجليزي الدرجة الثانية، التي يتنافس فيها عادةً 24 ناديًا في كل دوري (72 فريق في المجمل؛ في موسم 2019-2020، جرى تخفيض عدد فرق دوري الدرجة الأولى إلى 23 بعد إقصاء فريق بيري). يعد الصعود والهبوط بين هذه الأقسام ميّزة أساسية في الدوري ويجري توسيع نطاقه أيضًا من خلال السماح للأندية التي تعتلي ترتيب البطولة بتبادل الأماكن مع أندية التي تتذيّل الترتيب في الدوري الإنجليزي الممتاز، وتتبادل الأندية التي تحلّ بالمراكز الاخيرة من دوري الدرجة الثانية مكانها مع الأندية التي تعتلي ترتيب الدوري الوطني؛ وبالتالي تحقيق تكامل الدوري في نظام الدوري الإنجليزي لكرة القدم. على الرغم من كون المنافسة في المقام الأول تقتصر على الأندية الإنجليزية، إلا أن الأندية الويلزية -حاليًا كارديف سيتي وسوانسي سيتي ومقاطعة نيوبورت- تشارك أيضًا، بينما في سابقًا كان ريكسهام وميرثير تاون وأبردير أثليتيك قد شاركوا.
أصبح دوري كرة القدم يرتبط بعنوانٍ يختاره الراعي بين عامي 1983 و2016. ومع تبدّل هذا الراعي على مرّ السنين، عُرف الدوري أيضًا بأسماء مختلفة. بدءًا من موسم 2016-2017، ابتعد الدوري عن وجود راعٍ للّقب، إذ أُعيدت تسميته باسم الدوري الإنجليزي لكرة القدم (EFL)، وبنفس الطريقة أصبح يُعرف الدوري الإنجليزي الممتاز بالاختصار "EPL" دوليًا.
الدوري الإنجليزي لكرة القدم هو أيضًا اسم الهيئة التي تدير مسابقة الدوري، وتنظّم هذه الهيئة أيضًا منافسات كأسي خروج المغلوب، كأس دوري كرة القدم الإنجليزية (EFL) وكأس رابطة الأندية الإنجليزية المحترفة (EFL). يقع مركز عمليات دوري كرة القدم في بريستون، بينما يقع مكتبه التجاري في لندن. كان مقرّ المكتب التجاري سابقًا في لیتهام سنت آنس، بعد أن كان مقرّه الأصلي في بريستون.

## لمحة عامة

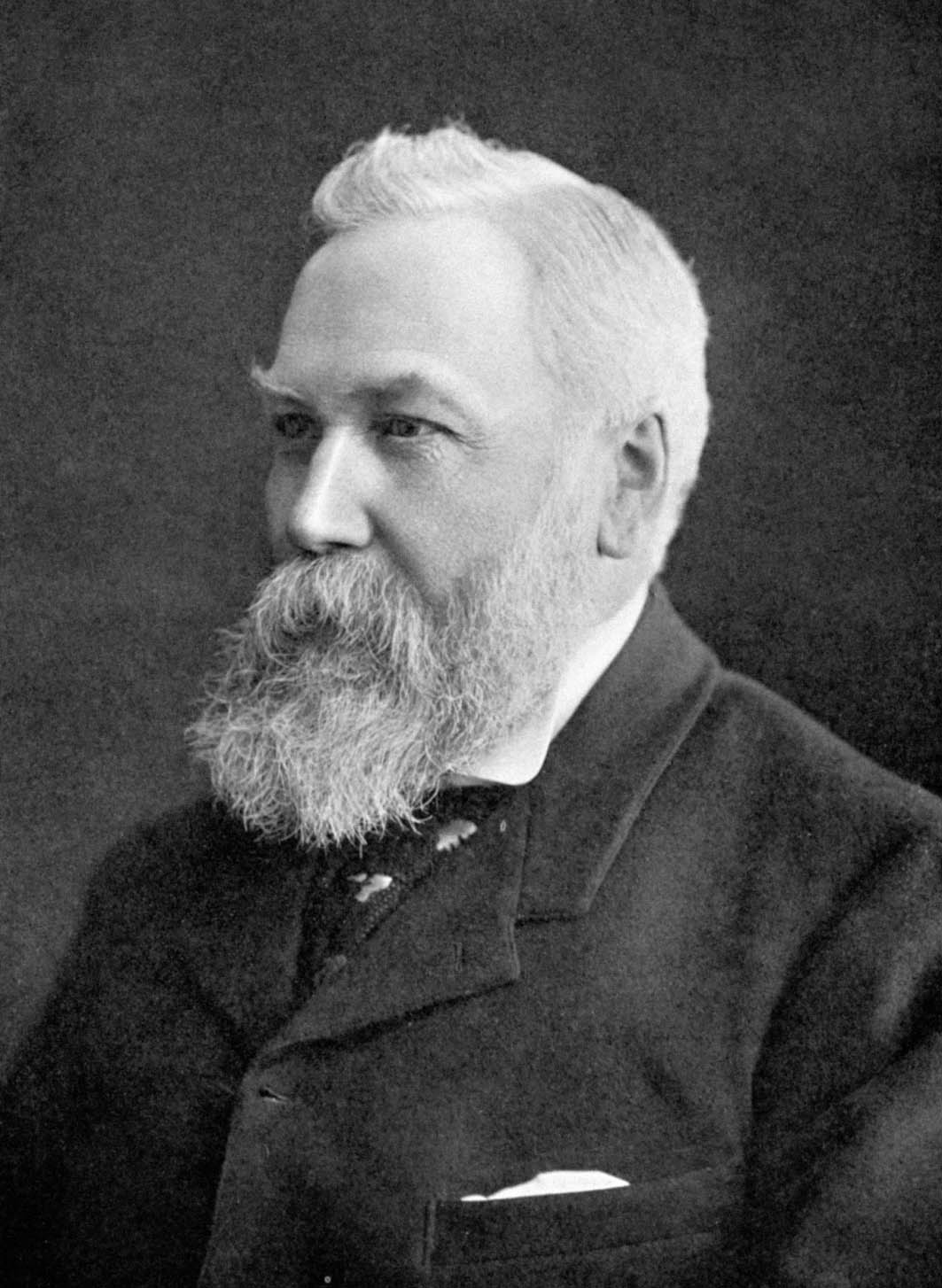
وليام ماكغريغور مؤسس دوري كرة القدم الإنجليزي

يتألّف دوري كرة القدم من 69 ناديًا من رابطة المحترفين لكرة القدم في إنجلترا و3 أندية من ويلز. تدير أقدم مسابقة دوري كرة قدم للمحترفين في العالم. كما تنظّم مسابقتين لكأس خروج المغلوب، كأس دوري كرة القدم الإنجليزية (EFL) وكأس رابطة الأندية الإنجليزية المحترفة (EFL). أسّس مدير أستون فيلا آنذاك ويليام ماكغريغور دوري كرة القدم عام 1888، وكان يضمّ في الأصل 12 ناديًا. أسهم النمو المستمرّ وإضافة المزيد من الدرجات بحلول عام 1950 إلى ظهور 92 ناديًا في الدوري. أدّت الاعتبارات المالية إلى حدوث تغييرٍ كبير في عام 1992، في خطوةٍ هدفت إلى زيادة أرباحهم، انفصل الأعضاء البارزون في دوري كرة القدم لتشكيل بطولتهم الخاصة، رابطة الدوري الإنجليزي الممتاز لكرة القدم، والتي أعيدت تسميتها بالدوري الممتاز في 2007. وبالتالي لم يعد دوري كرة القدم يضمّ أفضل 20 ناديًا ينتمي إلى هذه المجموعة، على الرغم من استمرار الصعود والهبوط في دوري كرة القدم والدوري الممتاز. في المجموع، لعب 136 فريقًا في دوري كرة القدم حتى عام 2013 (بما في ذلك تلك الأندية الموجودة في الدوري الممتاز، حيث يجب على الأندية المرور عبر دوري كرة القدم قبل الوصول إلى السابق).

## البطولة

### الدوري
تجتمع الأندية الأعضاء الـ 72 في الدوري الإنجليزي لكرة القدم في ثلاثة درجات: بطولة الدوري الإنجليزي، والدوري الإنجليزي الدرجة الأولى، والدوري الإنجليزي الدرجة الثانية (سابقًا في دوري كرة القدم الدرجة الأولى، ودوري كرة القدم الدرجة الثانية ودوري كرة القدم الدرجة الثالثة على التوالي؛ جرت إعادة تسميتهم لأسبابٍ تتعلّق بالرعاية). يتنافس في كل درجة 24 ناديًا، وفي كل موسم يلعب النادي مع كل فريق من الفرق الأخرى في نفس الدرجة مرّتين، مرّةً على ملعبه ومرّة على ملعب خصومه. وهذا ما مجموعه 46 مباراة يلعبها الفريق في كل موسم.
تكسب الأندية ثلاث نقاط عند الفوز، ونقطة واحدة عند التعادل، ولا تحصل على أية نقطة عند الهزيمة. في نهاية الموسم، تصعد الأندية في التي تحتل الصدارة في سلّم ترتيب درجتها إلى الدرجة التالية الأعلى، في حين أن الأندية التي تتذيّل الترتيب تهبط إلى الدرجة التالية الأدنى. في نهاية المسابقة، تظفر ثلاثة أندية من أندية البطولة بالترقية من دوري الدرجة الأولى إلى الدوري الممتاز، لتحلّ مكان الأندية الثلاثة التي تذيّلت الترتيب في الدوري الممتاز. في قاع الترتيب، يفقد ناديان من أندية دوري الدرجة الثانية مركزهما في دوري كرة القدم مع الهبوط إلى دوري درجة الرابطة الوطنية، بينما ينضمّ فريقان من هذه الدرجة إلى دوري الدرجة الثانية من دوري كرة القدم بدلًا منهما.
يجري تحديد الترقية والهبوط من خلال المراكز النهائية في الدوري، ولكن للحفاظ على الاهتمام بمزيد من الأندية على مدار الموسم، يجري تحديد مكان واحد للترقية من كل درجة وفقًا لمباراة فاصلة بين أربعة أندية، والتي تجري في نهاية الموسم. لذلك من الممكن أن تجري ترقية الفريق الذي يحتل المركز السادس في البطولة أو في دوري الدرجة الأولى، أو الفريق السابع في دوري الدرجة الثانية، بدلًا من الأندية التي تقع مراكزها النهائية فوقهم مباشرة على سلّم الترتيب.
منذ موسم 2004-2005، بدأت العقوبات تُفرض على الأندية التي تدخل الإدارة المالية خلال الموسم. إذا دخل فريقٌ ما الإدارة قبل 31 مارس من أي موسمٍ معين، يُخصم له 12 نقطة على الفور؛ عند دخول الإدارة من 1 أبريل فصاعدًا، سيشهد إمّا خصم النقاط المحجوزة حتى نهاية الموسم (إذا انتهى النادي خارج مراكز الهبوط)، أو يُطبّق الخصم في الموسم التالي (إذا هبط النادي على أي حال). من المطلوب أيضًا أن يوافق النادي الخارج من الإدارة من النادي على الاتفاق الطوعي للدائن، وأن يدفع بالكامل أي دائنين آخرين بكرة القدم. وسيؤدّي الفشل في تنفيذ أيٍ من هذين الإجراءين إلى اللجوء إلى خصم ثانٍ محتمل غير محدود (على الرغم من أنه في الممارسة العملية عادةً ما يتراوح الخصم بين 15 و20 نقطة).
إن الحالة الرئيسية الأخرى التي قد يفقد فيها النادي نقاطًا هي عند إدخال لاعبٍ غير مُسجل أو غير مؤهّل بأي شكل آخر أرضية الملعب. إذا تبيّن أن النادي قد أقدم على ارتكاب ذلك، فسيجري خصم أيّ نقاط قد كسبها الفريق في المباريات التي شارك فيها هذا اللاعب؛ في المقابل النادي (أو الأندية) المنافس لا يكسب أي نقاط من تلك النقاط المقتطعة .

### الكأس
ينظّم EFL منافسات كأسين إقصائيتين: كأس رابطة الأندية الإنجليزية المحترفة (تسمى رسميًا كأس كاراباو لأسباب تتعلق بالرعاية) وكأس دوري كرة القدم الإنجليزية (يطلق عليه رسميًا اسم كأس leasing.com أيضًا لأسباب تتعلق بالرعاية). تأسّس كأس رابطة الأندية الإنجليزية المحترفة في عام 1960 وهو مفتوح لجميع أندية EFL والدوري الممتاز، حيث يحقّ للفائز المشاركة في الدوري الأوروبي (UEFA). تأسّس كأس دوري كرة القدم الإنجليزية في عام 1983، للأندية التي تنتمي إلى الدوري الإنجليزي لكرة القدم الدرجة الأولى والدرجة الثانية. احتفلت المنظمة بعيد بمناسبتها المئوية في عام 1988 مع بطولة الذكرى المئوية في ملعب ويمبلي بتنافس 16 نادٍ من أنديتها الأعضاء.

## الملاحظات
1. ^ الفائزون بكأس الاتحاد الإنجليزي أو كأس رابطة الأندية

## وصلات خارجية
- الموقع الرسمي
- RSSSF Football League archive, 1888–